# Memmelsdorf in Unterfranken
Memmelsdorf in Unterfranken (amtlich: Memmelsdorf i.UFr.) ist ein Gemeindeteil der Gemeinde Untermerzbach im unterfränkischen Landkreis Haßberge in Bayern. Häufige alternative Schreibweisen sind Memmelsdorf (Unterfranken) und Memmelsdorf/Ufr. Der Ort wird von Ortsunkundigen oft verwechselt mit dem gleichnamigen, etwa 25 Kilometer entfernten Memmelsdorf im Regierungsbezirk Oberfranken.

## Geographie
Das Kirchdorf Memmelsdorf in Unterfranken liegt an der Alster, einem Nebenfluss der Itz, etwa 28 Kilometer nördlich von Bamberg, 15 Kilometer südlich von Coburg, 14 Kilometer westlich von Lichtenfels und 6 Kilometer nordöstlich von Ebern.
Am 1. Oktober 1913 wurde Memmelsdorf mit der Bahnstrecke Breitengüßbach–Dietersdorf an das Eisenbahnnetz angeschlossen. Der Personenverkehr wurde am 28. September 1975 eingestellt, am 27. September 1981 erfolgte die Gesamtstilllegung.

## Geschichte
Nach der Düll’schen Chronik geht die erste urkundliche Erwähnung des Ortes auf das Jahr 1139 zurück. Das historische Ortsnamenbuch von Bayern gibt für die Erstnennung das Jahr 1231 an, „als Eberhardus de Gemeinmolsdorf“ als Zeuge in einer Urkunde erwähnt wurde.
Johann Philipp II., Fürstbischof von Würzburg, gestattete den Memmelsdorfer Juden den Bau der Synagoge. Er war ihr Schirmherr und versprach, ihnen gegen Geld Schutz zu gewähren. Der Baumeister des Sandsteinquaderbaus mit einem Grundriss von 13 mal 13 Metern war vermutlich Johann Georg Salb, der 1722 auch die protestantische Pfarrkirche in Memmelsdorf erneuerte. An der Nordseite des Hauptraumes befand sich die Wohnung für den jüdischen Lehrer, darüber die Frauenempore, deren große, mit hölzernen Ziergittern verdeckte Fenster einen Blick in den Betraum gewährten.
Auf der Gedenktafel der im Ersten Weltkrieg gefallenen Gemeindemitglieder stehen auch die Namen der jüdischen Soldaten.  
Am 10. November 1938 zwangen SA-Männer die männlichen Mitglieder der jüdischen Gemeinde, alle beweglichen Gegenstände aus der Synagoge zu reißen und auf einem Feld vor dem Dorf zu verbrennen. Das Gebäude selbst wurde wegen der Nähe zu umliegenden Häusern nicht zerstört. Am 10. August 1939 verkaufte die jüdische Gemeinde das Synagogengebäude an die Gemeinde Memmelsdorf. Von der Inneneinrichtung überstand nur der aus Stein gebaute Toraschrein die Verwüstung. Die Tötung von 17 Memmelsdorfer Juden war das Ende der Gemeinde.

## Kultur und Sehenswürdigkeiten
- Synagoge
- Jüdischer Friedhof

## Vereine
- Sportverein Memmelsdorf/Ufr.
- Gesangverein Liederkranz Memmelsdorf (existiert namensgleich auch in Oberfranken)

## Ansässige Unternehmen und Behörden
Das Unternehmen Rösler Oberflächentechnik GmbH mit rund 800 Mitarbeitern (Stand: 2013).  stellt Gleitschliffanlagen und Strahlanlagen, Lackier- und Konserviersystemen sowie Peripherieanlagen (Trockner, Waschanlagen) und Verfahrenstechnologie für die rationelle Oberflächenbearbeitung von Metallen und anderen Werkstoffen her.
Die HOKUBA GmbH & Co KG ist ein Holz- und Kunststoffbearbeitungsunternehmen.

## Persönlichkeiten
- Marcus Nordheim (* 23. September 1812 in Memmelsdorf in Unterfranken; † 25. November 1899), jüdischer Kaufmann und Stiftungsgründer[9]
- Martin Bätz (* 14. November 1830 in Memmelsdorf in Unterfranken; † 22. November 1885 in Ebern), Fabrikant in Ebern, Abgeordneter für Unterfranken im Bayerischen Parlament (Kammer der Abgeordneten: 1870–1880), Fortschrittspartei[10]
- Ignaz Bing (* 29. Januar 1840 in Memmelsdorf in Unterfranken; † 24. März 1918), jüdischer Kaufmann, Mitbegründer der Spielwarenfabrik Bing-Werke AG, Entdecker der nach ihm benannten Binghöhle bei Streitberg.
- Ludwig Frank (* 24. Juni 1863 in Memmelsdorf in Unterfranken; † 1935 in Zürich) war Leiter der Irrenanstalt Münsterlingen, Thurgau, später Arzt für Nerven- und Gemütskrankheiten in Zürich.